# Portisch Lajos
Portisch Lajos (Zalaegerszeg, 1937. április 4. –) a Nemzet Sportolója címmel kitüntetett magyar sakkozó, nemzetközi nagymester, sakkolimpiai bajnok, csapatban sakkvilágbajnokságon ezüstérmes, Európa-bajnokságon ezüst- és bronzérmes, kilencszeres magyar bajnok.
Az egyik legerősebb – nem szovjet – sakkjátékos az 1960-as évek eleje és az 1980-as évek vége között. Az 1970-es és az 1980-as években a világ legjobb tíz sakkozójának egyike. Tizenkét világbajnoki zónaközi döntőn vett részt, hét alkalommal jutott be a világbajnokjelöltek versenyének párosmérkőzéses negyeddöntőjébe, ebből két alkalommal az elődöntőbe. 20 sakkolimpián játszott. Több megdönthetetlennek tekinthető sakkolimpiai rekord fűződik a nevéhez, amelyeken 1 arany, 3 ezüst és 2 bronzérmet szerzett a magyar válogatott színeiben. Kilenc alkalommal nyert magyar bajnokságot. Számos erős nemzetközi versenyt nyert meg. 2004-ben A Nemzet Sportolója címmel tüntették ki.
2023-ban a World Chess Hall of Fame tagjai sorába választották.

## Pályafutása
Tizenöt évesen szerepelt első alkalommal a magyar bajnokságban. 1955-ben az ifjúsági világbajnokságon negyedik helyezést szerzett, amelyen Borisz Szpasszkij későbbi felnőtt világbajnok lett a győztes. Ugyanebben az évben a magyar sakkbajnokság középdöntőjéből beverekedte magát a döntőbe, ezzel a teljesítményével szerezte meg a mesteri címet.
1956–1959 között négy alkalommal vett részt a Főiskolai világbajnokságon, amelyeken a magyar csapat tagjaként 2., 4., 5. és 3. helyezést ért el. 1959-ben az 1. táblán a mezőny legjobb eredményét érte el.
A nemzetközi mesteri címet 1958-ban szerezte meg, a Balatonfüreden rendezett nemzetközi verseny megnyerésével, ahol olyan erős nagymestereket utasított maga mögé, mint Szabó László és Alekszandr Tolus.
1961 óta nemzetközi nagymester.
1960 és 1993 között 12 alkalommal kvalifikálta magát a világbajnokjelöltek zónaközi döntőjére. Ebből hét alkalommal harcolta ki a legjobb nyolc közötti párosmérkőzésen való részvétel jogát, és három alkalommal jutott be a legjobb 4 közé.
1970-ben a 3. táblán játszott a Világválogatottban az 5 világbajnokkal felálló Szovjetunió válogatottja ellen, és Viktor Korcsnojt 2,5 – 1,5 arányban legyőzte. (A mérkőzést a Szovjetunió nyerte 20,5 – 19,5 arányban.)
1978-ban első táblásként volt tagja a sakkolimpiát nyert magyar válogatottnak.
2015. áprilisban az Élő-pontszáma a klasszikus sakkban 2467, amellyel a magyar ranglistán a 37., rapidsakkban 2426. Legmagasabb Élő-pontértéke 1980. januárban 2655 volt. A chessmetrics.com historikus pontszámítása szerint elért eredményei alapján 1980. február és 1984. február között 8 alkalommal is a világranglista 3. helyén állt. A FIDE archív nyilvántartása szerint az 1981. júliusi világranglistán Anatolij Karpov mögött Viktor Korcsnojjal holtversenyben a 2–3. helyen állt.

### Kilencszeres magyar bajnok
15 alkalommal játszott a magyar bajnokság döntőjében, ebből 9 alkalommal az 1. helyet szerezte meg. Eredményei:
- 1955: 10–11. hely (bajnok: Barcza Gedeon);
- 1957: 5–6. hely (bajnok Barcza Gedeon); (1956-ról elhalasztott bajnokság)
- 1958 (1): 1. hely (1957-ről elhalasztott bajnokság)
- 1958 (2): 1. hely holtverseny után Barcza Gedeon és Szabó László (sakkozó) előtt;
- 1959: 1–3. hely (holtverseny után 3. hely) Szabó László és Barcza Gedeon mögött;
- 1961: 1. hely holtverseny után Szabó László előtt;
- 1962: 1. hely holtversenyben Lengyel Leventével
- 1963: 4. hely, bajnok Bilek István;
- 1964: 1. hely;
- 1965: 1. hely;
- 1968: 2. hely, bajnok Forintos Győző;
- 1971: 1. hely;
- 1975: 1. hely;
- 1981: 1. hely holtverseny után Faragó Iván előtt;
- 1984: 2–4. hely, bajnok Adorján András;
- 1991: 6. hely, bajnok Polgár Judit;
- 2003: 2–3. hely, bajnok Almási Zoltán.

### Világbajnokjelölti versenyek
1960-ban Madridban szerepelt először zónaversenyen, ahol Svetozar Gligorić mögött Arturo Pomar nagymesterrel holtversenyben a 2–3. helyet érte el. Első zónaközi döntőjére 1962-ben Stockholmban került sor, ahol a 9–10. helyen végzett, éppen hogy lemaradva a legjobb nyolc közötti párosmérkőzésre való jogosultságról. Ezt a versenyt egyébként Bobby Fischer nyerte meg.
Portisch megnyerve az 1963-ban Halléban rendezett zónaversenyt, jogot szerzett az 1964-es amszterdami zónaközi döntőn való részvételre, amelyen Samuel Reshevskyvel holtversenyben a 8–9. helyen végzett. A holtverseny megnyerése után Portisch első alkalommal játszhatott a világbajnoki címért a legjobb 8 között. A Mihail Tal elleni párosmérkőzésen 1965-ben Bledben azonban 5,5 – 2,5 arányban alulmaradt.
Portisch megnyerve az 1967-es hallei zónaversenyt, kvalifikálta magát az 1967-es sousse-i (Tunézia) zónaközi döntőre, amelyen az 5. helyen végzett. A legjobb nyolc közötti párosmérkőzésen Bent Larsennel szemben 4,5 – 5,5 arányban maradt alul.
Az 1969-ben Raachban rendezett zónaversenyen a 2–5. helyet szerezte meg. A két továbbjutó helyért a négyes holtverseny eldöntése során Borislav Ivkov, Jan Smejkal és Ulf Andersson ellen a 6 játszmából 4 pontot szerezve jutott tovább az 1970-es Palma de Mallorcai zónaközi döntőbe, amelyen Vaszilij Szmiszlovval a 7–8. helyen végzett. Az első tartalék helyéért párosmérkőzést kellett vívniuk, amely 3–3-ra végződött, így a verseny holtversenyszámítása döntött, ami Szmiszlovnak kedvezett, de a tartalék beugrására nem került sor.
Portisch továbbjutott az 1973-ban Petropolisban rendezett zónaközi döntőből, miután a versenyen holtversenyben a 2–4. helyen végzett, és a rájátszásban Lev Polugajevszkij és Jefim Geller ellen a 8 játszmából 5,5 pontot szerzett. A legjobb nyolc közötti párosmérkőzésen 1974-ben Palma de Mallorcában Tigran Petroszján ellen 6–7 arányban alulmaradt.
Az 1976-os zónaközi döntőn Bielben Petroszjánnal és Tallal holtversenyben, Larsen mögött a 2–4. helyet szerezte meg. A holtversenyt eldöntő rájátszásban a 8 mérkőzésből 4 pontot szerezve jutott a legjobb nyolc közé. Miután az első meccsen 1977-ben Rotterdamban 6,5 – 3,5 arányban legyőzte Larsent, először jutott a legjobb négy közé. Ezt követően azonban Genfben 8,5 – 6,5 arányban alulmaradt Borisz Spasszkijjal szemben.
1979-ben a megosztott 1–3. helyen jutott tovább a Rio de Janeiróban rendezett zónaközi döntőről. Ekkor revánsot vehetett Borisz Szpasszkijon, mert a párosmérkőzésük 7–7 arányú döntetlennel ért véget, de a sötéttel szerzett több pontjával Portisch jutott immár második alkalommal a legjobb négy közé. Ott azonban 6,5 – 4,5 arányban kikapott Hübnertől.
Az 1982-es zónaközi döntőn Tolucában az 1–2. helyet szerezte meg, de a legjobb nyolc között 6–3 arányban vereséget szenvedett Viktor Korcsnojtól.
Az 1985-ös zónaközi döntőre kvalifikálta magát, de ott nem szerezte meg a továbbjutáshoz szükséges helyezést.
Az 1987-ben Szirákon rendezett zónaközi versenyen a 3–4. helyet érte el, az ezt követő rájátszásban John Nunn ellen 4–2-es eredménnyel harcolta ki a párosmérkőzésekre való továbbjutás jogát. Az első körben 3,5 – 2,5 arányban nyert Rafael Vaganjan ellen, de a legjobb négy között ugyanilyen arányban kikapott Jan Timmantól.
Az 1990-ben Manilában rendezett zónaközi versenyen jó kezdés után erősen visszaesett, és nem ért el továbbjutó helyet.
Nem járt sikerrel az 1993-ban Bielben rendezett zónaközi versenyen sem.

## Kiemelkedő versenyeredményei
- 1-3. hely: Budapest, 1956
- 1. hely: Balatonfüred, 1958
- 2. hely: Hastings, 1958-1959
- 2-3. hely: Kecskemét, 1962

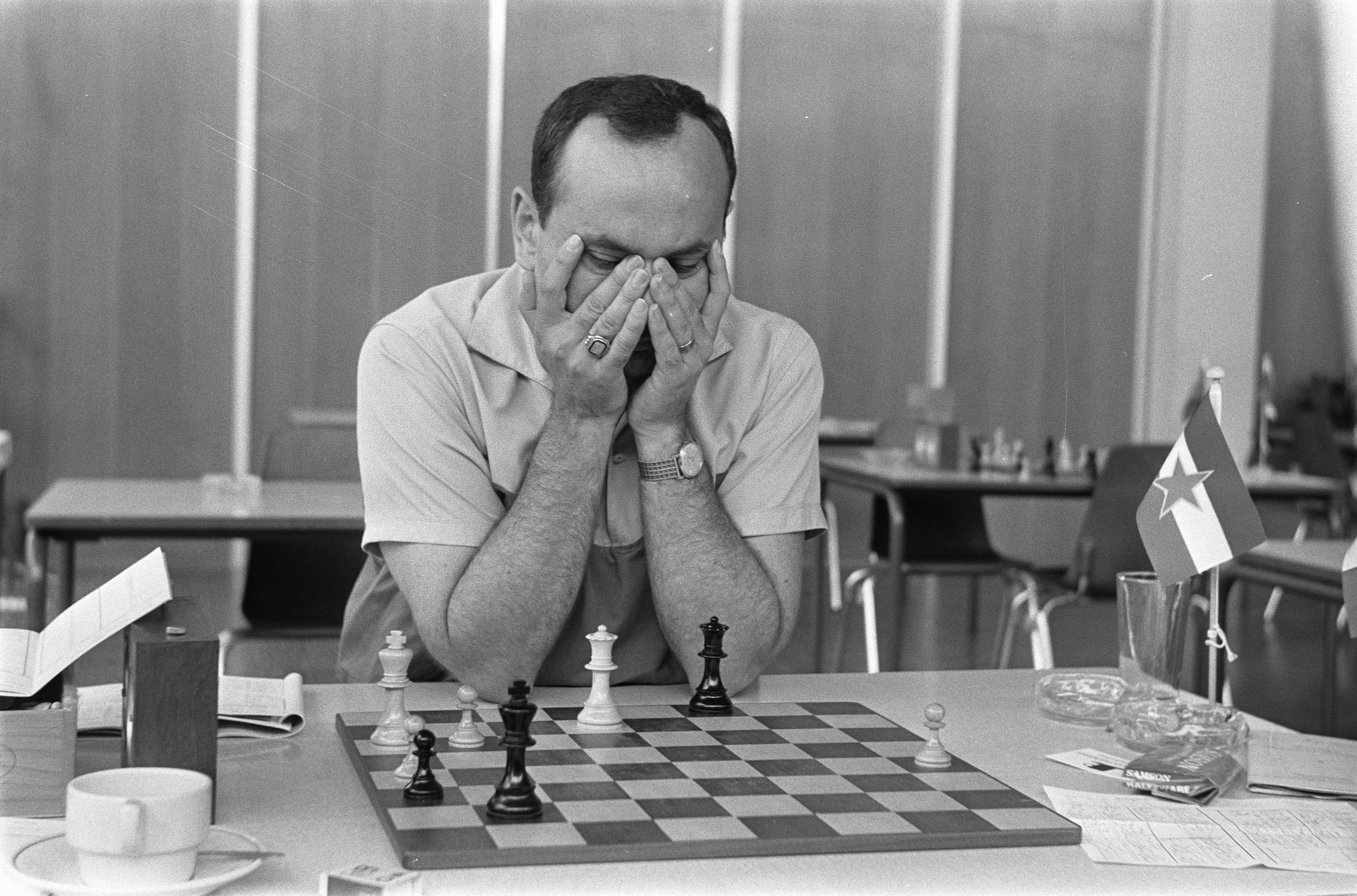
Portisch (IBM Amsterdam 1969)

- 1. hely: Amszterdam IBM verseny, 1963
- 1. hely: Szarajevó, 1963
- 3. hely: Beverwijk, 1964
- 2-3. hely: Malaga, 1964
- 1-2. hely: Beverwijk, 1965
- 3-4. hely: Zágráb, 1965 (szupernagymester-verseny)
- 3. hely: Mar del Plata, 1966
- 1-2. hely Kecskemét, 1966
- 4-5. hely: Santa Monica, 1966 (a világ 16 legjobb sakkozójából 7 vett részt rajta)
- 3. hely: Palma de Mallorca, 1966
- 1. hely: Amszterdam (IBM verseny), 1967
- 2-4. hely: Wijk aan zee, 1968
- 1. hely: Szkopje, 1968
- 1. hely: Amszterdam, 1969 (1,5 pont előnnyel!)
- 3-4. hely Wijk aan Zee, 1969
- 1-2. hely: Monte-Carlo, 1969
- 1. hely: Hastings, 1969/70
- 1. hely: Hastings, 1970/71
- 2-4. hely: Amszterdam, 1971
- 1. hely: Wijk aan Zee, 1972
- 1. hely: Las Palmas, 1972
- 3. hely Teesside, 1972
- 1-3. hely: San Antonio, 1972
- 3-4. hely: Palma de Mallorca, 1972
- 1. hely: Ljubljana/Portoroz, 1973
- 1. hely: Wijk aan Zee, 1975
- 1. hely: 2. Interpolis Tournament, Hollandia, 1978
- 1-2. hely: Tigran Petroszján emlékverseny, Moszkva, 1999
- 1. hely: Amszterdam, 2001[9]
- 2-3. hely: 53. magyar bajnokság, Hévíz, 2003[10]
- 2-4. hely: Gausdal (Norvégia), 2007[11]
- 2. hely: Bazna (Románia), 2008[12]
- 3. hely: Nyílt magyar bajnokság, Balatonlelle, 2009[13]
- 2. hely: Gotth' Art Kupa, Szentgotthárd, 2010[14]

## Csapateredményei
Főiskolai világbajnokságok
1956-1959 között négy alkalommal játszott a magyar főiskolai sakkválogatottban világbajnokságon. A csapat 1956-ban ezüst, 1959-ben bronzérmet szerzett. Ez utóbbi alkalommal Portisch az 1. táblások között a legjobb eredményt érte el.
Európa-bajnokságok
Nyolc Európa-bajnokságon képviselte a magyar színeket, amelyeken 1961 és 1983 között a csapat minden alkalommal dobogós helyezést ért el. Portisch 1961-ben és 1983-ban tábláján a mezőny legjobb eredményét nyújtotta, a többi alkalommal is a 2. vagy 3. legjobb eredményt érte el.
- Oberhausen 1961: csapat ezüst, tábláján egyéni 1. hely;
- Hamburg 1965: csapat bronz, tábláján egyéni 2. hely;
- Kapfenberg 1970: csapat ezüst, tábláján egyéni 3. hely;
- Bath 1973: csapat bronz, tábláján egyéni 3. hely;
- Moszkva 1977: csapat ezüst, tábláján egyéni 2. hely;
- Skara 1980: csapat ezüst, tábláján egyéni 3. hely;
- Plovdiv 1983: csapat bronz, tábláján egyéni 1. hely;
- Debrecen 1992: csapat 11. hely.

### Sakkolimpiák
Portisch Lajos több rekordot is tart:
- a legtöbb (20) sakkolimpián játszott válogatott csapatban;[17]
- a legtöbb játszmát (260) játszotta sakkolimpián;
- a legtöbb pontot szerezte sakkolimpián (176,5).

Legnagyobb sikere az 1978-as, Buenos Airesben rendezett sakkolimpián csapatban elért 1. helyezése, ahol az 1. táblán 14 játszmából elért 10 pontjával nagyban hozzájárult a sikerhez. 1988-ban és 1994-ben tábláján a 2. legjobb eredményt érte el. A 20 sakkolimpián, amelyen részt vett, összesen 11 érmet szerzett.
- 12. Sakkolimpia, Moszkva, 1956: csapat bronz;
- 16. Sakkolimpia, Tel Aviv, 1964: egyéni bronz;
- 17. Sakkolimpia, Havanna, 1966: csapat bronz;
- 19. Sakkolimpia, Siegen, 1970: csapat ezüst;
- 20. Sakkolimpia, Skopje, 1972: csapat ezüst;
- 23. Sakkolimpia, Buenos Aires, 1978: csapat arany;
- 24. Sakkolimpia, Valletta, 1980: csapat ezüst;
- 28. Sakkolimpia, Thessaloniki, 1988, tábla ezüst, teljesítményérték bronz;
- 31. Sakkolimpia, Moszkva, 1994, tábla ezüst, teljesítményérték bronz.

## Kötetei
- Portisch Lajos, Sárközy Balázs: 600 végjáték, Corvina, 1973. ISBN 963-13-2157-6
- Portisch Lajos–Sárközy Balázs: 600 végjáték; 2. jav. kiad.; Sport, Bp., 1976
- A sakk az én keresztem. Portisch Lajossal beszélget Kocsis L. Mihály; Kairosz, Bp., 2006 (Miért hiszek?)
- németül: Thun, Frankfurt am Main 1986, 1992 ISBN 3-87144-810-9
- oroszul: Портиш Л., Шаркози Б. 600 окончаний. Москва : Физкультура и спорт, 1979. 237 с.

## Könyvek róla
- Gelenczei Emil: Grandmaster Lajos Portisch; Chess Player, Nottingham, 1968 (The Chess Player series)
- Hajtun József: Portisch nagymester; Sport, Bp., 1978
- Egon Varnusz: Lajos Portisch. Portré 114 játszmával. Corvina, 1989
- német kiadás: Verlag Harri Deutsch, Frankfurt am Main 1990. ISBN 3-8171-1101-0
- Varnusz Egon: Lajos Portisch Mr. Hungarian Chess. A XX. század legnagyobb magyar sakkozójának életútja. 170 válogatott játszma; Máyer, Bp., 2000
- Károlyi Tibor: Portisch Lajos; Chess Evolution, Budaörs, 2016 (Legendás sakkozóink)
- Хайтун Й. Гроссмейстер Портиш. Москва : Физкультура и спорт, 1977. 221 с (Выдающиеся шахматисты мира)
- Шахматы : энциклопедический словарь / гл. ред. А. Е. Карпов. – М.: Советская энциклопедия, 1990. – С. 312 – 313. – 100 000 экз. – ISBN 5-85270-005-3

## Nevezetes sakkjátszmái
- Lajos Portisch vs László Szabó, Budapest 1958, Grunfeld Defence, Exchange Variation (D85), 1-0
- Lajos Portisch vs Svetozar Gligorić, Madrid Zonal 1960, King's Indian Defence, Orthodox Variation (E99), 1-0
- Lajos Portisch vs Leonid Stein, Amsterdam Interzonal 1964, Benoni Defence (A56), 1–0
- Lajos Portisch vs Tigran Petrosian, Moscow 1967, Slav Defence, Exchange Variation (D10), 1-0
- Bent Larsen vs Lajos Portisch, Porec Candidates' match 1968, game 4, Queen's Gambit Declined, Orthodox Variation (D61), 0-1
- Lajos Portisch vs David Bronstein, Monte Carlo 1969, Queen's Gambit, Symmetrical Defence (D06), 1-0
- Vasily Smyslov vs Lajos Portisch, Portorož Candidates' Reserve match 1971, game 4, Sicilian Defence, Najdorf Variation (B92), 0-1
- Lajos Portisch vs Anatoly Karpov, San Antonio 1972, Nimzo-Indian Defence, Rubinstein / Gligoric Variation (E55), 1-0
- Mikhail Tal vs Lajos Portisch, Varese Candidates' Playoff 1976, Sicilian Defence, Najdorf Variation, Poisoned Pawn (B97), 0-1
- Boris Spassky vs Lajos Portisch, Mexico Candidates' match 1980, game 1, Sicilian Defence, Closed Variation (B25), 0-1
- Anthony Miles vs Lajos Portisch, Lucerne Olympiad 1982, Reti Opening / Tarrasch Defence (A04), 0–1
- Nigel Short vs Lajos Portisch, Linares 1990, Ruy Lopez, Modern Steinitz Variation (C75), 0-1

## Díjai, elismerései
- Szocialista Munkáért Érdemérem (1961) a lipcsei sakkolimpián elért eredményért[18]
- A Magyar Népköztársaság Kiváló Sportolója (1968)[19]
- A Magyar Népköztársaság Sportérdemérem arany fokozata (1972) a szkopjei sakkolimpián szerzett ezüstéremért[20]
- A Munka Érdemrend arany fokozata (1978), a Buenos Airesben rendezett sakkolimpián elért 1. helyezésért[21]
- Mesteredző (1979)
- Pro Urbe Zalaegerszeg (1989)[22]
- Pro Urbe díj (2003) A Zalaegerszegi Csuti-Hydrocomp SK sakkcsapatának tagjaként.[23]
- A Nemzet Sportolója (2004)
- A Magyar Köztársasági Érdemrend középkeresztje a csillaggal (2007)
- XIII. kerület díszpolgára (2012)[24]
- Budapest díszpolgára (2015)[25][26]
- Nemzetközi fair play díj, életmű kategória (2016)[27]